# Skuggviol
Skuggviol (Viola selkirkii) är en växtart i släktet violer. Den är nordlig och finns i Sverige sällsynt från Dalarna till Lule lappmark. I Nordamerika växer den främst i Kanada och i USA:s nordligare stater, såsom Minnesota. Skuggviolen blommar med vita eller ljust blå blommor i maj-juni och trivs i skuggiga och fuktiga miljöer, som vid bäckar och i rasbranter. Arten blir 5-8 cm hög. Bladen är mörkgröna och hjärtformade och sitter i rosett från jordstammen.
Det latinska namnet är en hyllning till Sir Thomas Douglas, 5th Earl of Selkirk. 